# 巴爾寧四世

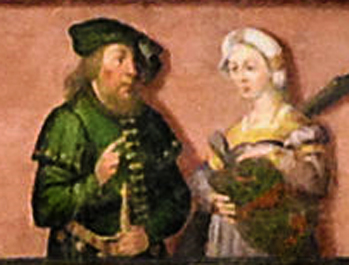
巴爾寧四世与妻子

巴爾寧四世（波蘭語：Barnim IV Dobry，1325年—1365年8月22日），波美拉尼亞公爵，瓦季斯瓦夫四世之子。

## 家庭
1344年，巴爾寧四世與韋爾勒領主約翰二世的女兒索菲結婚，兩人共有2子1女：
1. 瓦季斯瓦夫（1345年—1394年）
2. 波吉斯瓦夫（英语：Bogislaw VI, Duke of Pomerania）（約1350年—1393年）
3. 艾爾茲別塔，梅克倫堡馬格努斯一世公爵夫人